# مهدي أباد (علي جمال)
مهدي أباد (بالفارسية: مهدی‌آباد) هي مستوطنة تقع في إيران في قسم علي جمال الريفي. يقدر عدد سكانها بـ 9 نسمة .